# Lozen Boer
Lozen Boer is een Belgisch bier van hoge gisting.
Het bier wordt in opdracht van de familie Neyt, de eigenaars van het restaurant met feestzalen De Lozen Boer in Lochristi, gebrouwen bij De Proefbrouwerij te Lochristi. 

## Varianten
- Lozen Boer Excellence, bruin bier met een alcoholpercentage van 10% (vroeger gekend als Lozen Boer Abt)
- Lozen Boer Cuvée Juchepie, donker amberkleurig bier met een alcoholpercentage van 10%. Dit bier werd 6 maanden gerijpt op zoete "Coteaux de Layon"-wijnvaten van Domaine Juchepie. In 2012 op de markt gebracht in een beperkte hoeveelheid van 5000 flessen.

## Prijzen
- World Beer Cup 2006 - zilveren medaille in de categorie Belgian-Style Dark Strong Ale voor Lozen Boer Abt